# Henry Soto
Henry Soto  un actor venezolano nacido el 29 de mayo de 1961 en Caracas, cuya carrera se ha forjado en el cruce entre el teatro y la televisión, convirtiéndose en una figura emblemática dentro del género de las telenovelas. Su trayectoria se inició con papeles en producciones como *Maribel*, lo que le abrió las puertas al mundo de los dramáticos venezolanos. Sin embargo, fue su participación en la novela *Kassandra* en 1992 lo que marcó un antes y un después en su carrera y en la historia de la televisión venezolana.
En *Kassandra*, Henry interpretó a un joven gitano, un personaje carismático y apasionado que se ganaba la vida en un circo. Su papel, lleno de fuerza y autenticidad, no solo cautivó a la audiencia nacional, sino que también le valió el reconocimiento internacional, convirtiéndolo en uno de los galanes más queridos y recordados. La interpretación de este personaje impactó la forma en que se concebían los roles en las telenovelas, abriendo el camino a una representación más diversa y auténtica en la narrativa televisiva.
La influencia de Henry Soto en la televisión se extiende más allá de su rol en *Kassandra*. Su capacidad para dotar de vida y profundidad a personajes de trasfondos culturales diferentes ha contribuido a ampliar el espectro de la identidad en los medios televisivos venezolanos y, por extensión, en el mercado internacional. Con el tiempo, su trayectoria se ha diversificado; ha participado en numerosos proyectos que exploran tanto el drama como el humor, y ha incursionado en el teatro, fortaleciendo la conexión emocional con el público.
Se ha destacado en el género de las telenovelas. Comenzó en la exitosa telenovela de Venevisión Maribel que le abrió camino para participar en numerosos dramáticos venezolanos. Entre sus últimos trabajos destaca su participación en la telenovela juvenil  "A puro corazón" (2015-2016) donde interpreta a José Ramón Gutiérrez. También entre sus producciones en TV más recientes, pudimos apreciarlo en “Harina de otro costal” de Venevisión, “Tomasa Te Quiero”, “La vida entera”, “Arroz con leche” y “Ciudad Bendita”.
Henry Soto un actor con una larga trayectoria marcada por el éxito, a los 12 años sintió por primera vez la libertad cuando se fue a estudiar a Estados Unidos: Allí empecé a mejorar en mis estudios, pero no pude estar mucho tiempo porque mi padre se quedó sin dinero. Al volver a Venezuela fue cuando decidí hacer teatro.
Se casó a los 18 años. De dicha relación nacieron Sharon Dayana, en 1981, y Francisco José. Contrajo posteriormente matrimonio con la productora Leonor Sotillo y fruto de esta relación fueron Leonardo Enrique y Maia de la Concepción.
Actualmente está casado con la joven actriz, productora y directora Daniela Vielman, desde el año 2014, con quien ha forjado una sólida relación tanto profesional como personal. 
En los últimos años, Henry Soto se ha dedicado al teatro, sobre todo infantil, con producciones como Carepucita Roja y Scrogee. 
En síntesis, Henry Soto se destaca por su versatilidad y carisma, y su participación en *Kassandra* marcó un hito que le permitió transformar la imagen del protagonista de telenovelas, influyendo en una generación de actores y dejando una huella imborrable en el universo televisivo de Venezuela y más allá.

### Telenovelas
- 1989, Maribel (Venevisión)
- 1990, Gardenia (RCTV)
- 1990, Caribe (RCTV) - Stefano Fortini
- 1992-1993, Kassandra (RCTV) - Randú
- 1992-1994, Por estas calles (RCTV) - Hector Vega
- 1993, Dulce ilusión (RCTV) - Jacques Delfín
- 1995, El desafío (RCTV) - Arturo Gallardo
- 1995, Amores de fin de siglo (RCTV) - Abogado Gustavo Rondón
- 1997, Todo por tu amor (Venevisión) - Sergio Renán
- 1998, Niña mimada (RCTV) - Maximiliano Arías
- 1999, Luisa Fernanda (RCTV) - Fabián Salgado
- 1999-2000, Mariú (RCTV) - Heriberto Bracho
- 2000-2001, Viva la Pepa (RCTV) - Ismael Bencecry
- 2002, Lejana como el viento (Venevisión) - Edmundo Mavares
- 2003, La Cuaima (RCTV)
- 2004, Cosita rica (Venevisión) - Benancio López
- 2004, Yo vendo unos ojos negros (Ecuavisa) - Gonzalo Alendaris
- 2005, El amor las vuelve locas (Venevisión) - Eduardo Córdova
- 2006-2007, Ciudad Bendita (Venevisión) - Enrique "Kike" Palacios
- 2007-2008, Arroz con leche (Venevisión) - Dantón Morales
- 2008-2009, La vida entera (Venevisión) - Segundo Durán
- 2009, Tomasa Tequiero (Venevisión) - Rómulo Paredes
- 2010, Harina de otro costal (Venevisión) - Inocencio Roca
- 2015, Guerreras y Centauros (TVes) - Reinaldo Domínguez
- 2015, A puro corazón (Televen) - José Ramón Gutiérrez

## Cine
- 2005, El caracazo - manifestante
- 2007, Miranda regresa - José Félix Ribas
- 2018, Locos y Peligrosos - Aníbal Peña
- 2024, Tango Bar - Magistrado